# Upper Manhattan
Upper Manhattan è la zona superiore del distretto e isola di Manhattan, a New York. Rappresenta la parte di Manhattan situata a nord di Midtown Manhattan e del Central Park.
I confini della Upper non sono esattamente definiti, ma generalmente (Google Map) è considerata come l'area di Manhattan compresa tra il Central Park a sud (W 110th St./5th Ave./E 96th St.) e lo Spuyten Duyvil Creek a nord.
Comprende i Community Board9 - 10 - 11 - 12.
Comprende i seguenti neighborhood:
- Marble Hill;
- Inwood;
- Washington Heights (inclusi Fort George, Sherman Creek e Hudson Heights);
- Harlem (inclusi Sugar Hill e Hamilton Heights);
- Manhattanville;
- parte dell'Upper West Side (Morningside Heights e Manhattan Valley).

È una zona di Manhattan prevalentemente residenziale, pertanto presenta poche attrattive turistiche, fra le quali si annoverano:
- la tomba del Generale Ulysses S. Grant, 18º presidente degli Stati Uniti;
- il Riverside Park, con il monumento all'Amiable Child;
- l'Apollo Theater;
- Fort Tryon Park;
- Sylvia's Restaurant;
- l'Hamilton Grange;
- la Morris–Jumel Mansion (1765);
- il jazz club Minton's Playhouse;
- il Riverbank State Park, costruito sul tetto dell'impianto di trattamento delle acque reflue North River;
- The Cloisters, il museo medioevale;
- il Sakura Park, con i 2500 ciliegi giapponesi e il tōrō che simboleggia il gemellaggio con Tokyo;
- Sugar Hill;
- la simbolica Riverside Church;
- il National Jazz Museum ad Harlem.